# (1198) Atlantis
(1198) Atlantis es el asteroide número 1198 perteneciente a los asteroides que cruzan la órbita de Marte. Fue descubierto por el astrónomo Karl Wilhelm Reinmuth  desde el observatorio de Heidelberg, el 7 de septiembre de 1931. Su designación alternativa es 1931 RA. Está nombrado por la isla legendaria de la Atlántida.